# Arcones
Arcones er en by og kommune i det centrale Spanien i provinsen Segovia. Den har et indbyggertal på 180 (2024) indbyggere.